# Acalolepta ovina
Acalolepta ovina es una especie de escarabajo longicornio del género Acalolepta, tribu Monochamini, subfamilia Lamiinae. Fue descrita científicamente por Pascoe en 1864.
Se distribuye por Australia. Mide aproximadamente 18-24 milímetros de longitud.